# Juquitiba (kommun)
Juquitiba är en kommun i Brasilien.   Den ligger i delstaten São Paulo, i den sydöstra delen av landet, 900 km söder om huvudstaden Brasília. Antalet invånare är 28 732. Arean är 522 kvadratkilometer. Juquitiba gränsar till Ibiúna.
Terrängen i Juquitiba är varierad.
Följande samhällen finns i Juquitiba:
- Juquitiba